# Paulo Diogo
Paulo da Cruz Diogo (Crissier, 21 aprile 1975) è un allenatore di calcio ed ex calciatore svizzero, di origini portoghesi, tecnico del Malley.
Ha giocato per quasi tutta la sua carriera nel campionato di calcio svizzero.

## Biografia
Il centrocampista svizzero è famoso per lo più a causa dell'infortunio occorsogli il 5 dicembre del 2004 nel match di Super League tra Servette e Schaffhausen, dopo aver servito un assist al compagno Jean Beausejour al minuto 87 della partita. Nell'esultanza Diogo si arrampicò sulla recinzione metallica che divide il campo dagli spalti, tuttavia la sua fede nuziale si incastrò in essa, e quando il calciatore tornò giù si staccarono due falangi dell'anulare.
A rendere il tutto ancor più inverosimile ci si mise anche l'arbitro, il signor Florian Etter, che lo ammonì per comportamento antisportivo, avendo impiegato troppo tempo nell'esultare. La sera fu accompagnato all'ospedale di Zurigo dove i medici non furono in grado di riattaccare le parti mancanti e così il dito fu del tutto amputato. Ha continuato a giocare a calcio nonostante l'incidente e il 28 gennaio del 2006 dopo essersi svincolato dal Sion, si accasa proprio nello Sciaffusa.
Il fatto ha generato l'attenzione internazionale, ed è stato un avvertimento del pericolo di aggrapparsi a luoghi o ad oggetti quando si indossa una fede o qualsiasi altro anello.